# 武四海
武四海（1945年—），回族，中华人民共和国政治人物，中国民主建国会会员。曾担任十一届全国政协常务委员、民建中央常委、河北省委主委。2008年，当选第十一届全国政协常务委员，代表中国民主建国会，分入第七组。